# Липово (Смоленская область)
Липово — деревня в Краснинском районе Смоленской области России. Входит в состав Гусинского сельского поселения. Население — 47 жителей (2007 год). 
Расположена в западной части области в 17 км к северу от Красного, в 0,1 км южнее автодороги М1 «Беларусь». В 2,5 км юго-западнее деревни расположена железнодорожная станция Гусино на линии Москва — Минск. 

## История
В годы Великой Отечественной войны деревня была оккупирована гитлеровскими войсками в июле 1941 года, освобождена в сентябре 1943 года.